# Dordonha
Dordonha (em francês:  Dordogne; em occitano:  Dordonha) é um departamento da França localizado na região Nova Aquitânia. Sua capital é a cidade de Périgueux.

## História
Localizada no Vale do Vézère, a Dordonha foi um importante centro de caça e de habitat desde o Paleolítico.
O departamento foi criado durante a revolução francesa em 4 de março de 1790 sob uma parte do antiga província de Périgord.

## Geografia
O departamento é parte da região da Aquitânia é rodeado pelos departamentos Haute-Vienne, Corrèze, Lot, Lot-et-Garonne, Gironda, Charente-Maritime e Charente. É, em área, o terceiro maior departamento da França.